# Vejle (provincie)
Vejle Amt (provincie Vejle) is een voormalige provincie in het oosten van Denemarken aan de kust van het Kattegat. De hoofdstad was de gelijknamige stad Vejle.
In het zuiden van de provincie ligt de stad Kolding die in oude tijden de residentiestad van het koningshuis van Jutland was.
Op 1 januari 2007 werden de provincies in Denemarken afgeschaft. Het noordelijke deel van Vejle is nu deel van de nieuwe regio Midden-Jutland, het zuidelijke deel, inclusief Vejle, van de nieuwe regio Zuid-Denemarken.

## Gemeenten
| - Børkop - Brædstrup - Egtved - Fredericia - Gedved - Give - Hedensted - Horsens | - Jelling - Juelsminde - Kolding - Lunderskov - Nørre-Snede - Tørring-Uldum - Vamdrup - Vejle |

Hoofdstad (Inclusief Bornholm) · Midden-Jutland · Noord-Jutland · Seeland · Zuid-Denemarken

Tot 2007: Aarhus · Bornholm · Frederiksborg · Funen · Kopenhagen · Noord-Jutland · Ribe · Ringkjøbing · Roskilde · Storstrøm · Vejle · Vestsjælland · Viborg · Zuid-Jutland 